# Атман, Теранс
Тера́нс Атма́н (фр. Térence Atmane; род. 9 января 2002, Сен-Мартен-Булонь) — французский профессиональный теннисист.

## Спортивная карьера

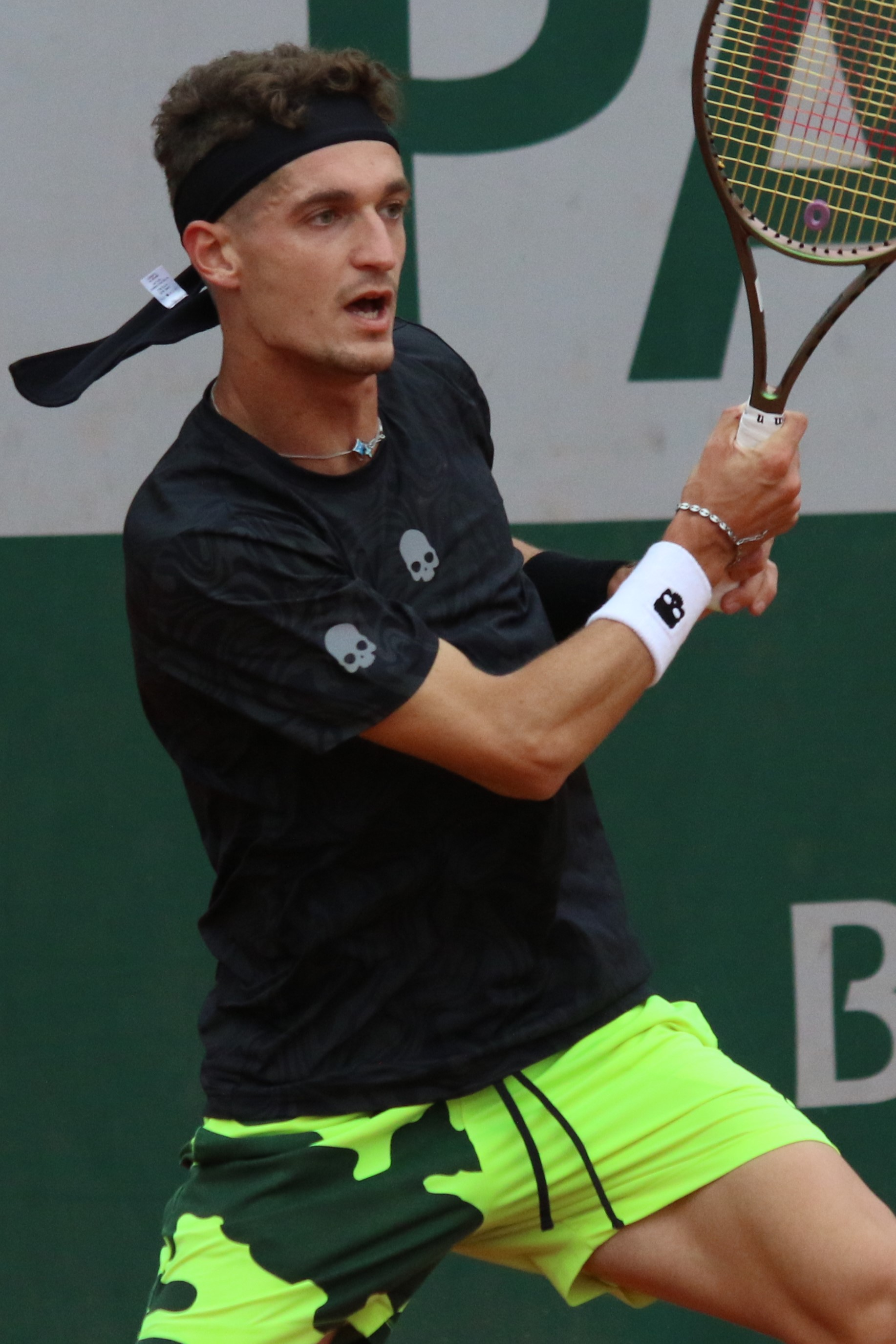
2023 год

В первой половине 2022 года француз сыграл на нескольких турнирах ITF и пять раз доходил до финала, завоевав два титула.
В мае 2023 года Атман сыграл свой первый матч в квалификации на турнирах Большого шлема. На Открытом чемпионате Франции он уступил в первом раунде Зденеку Коларжу. В августе Атман дебютировал в квалификации Открытого чемпионата США и одержал свою первую победу обыграв Мате Валкуша в первом раунде квалификации, а затем проиграл Джеймсу Дакворту.
В сентябре Атман выиграл свой первый титул на турнире серии «челленджер» в Китае. Две недели спустя Атман выиграл свой второй титул на «Челленджере» в Гуанчжоу, победив в четвертьфинале первого сеяного Кристофера О’Коннелла, а в финале — второго сеяного Марка Полманса.
Атман дебютировал в ATP-туре на чемпионате Чжухая 2023 года, проиграв в первом раунде восьмому сеяному Ёсихито Нисиоке. В октябре 2023 года Атман дебютировал на турнире ATP Masters 1000, пройдя квалификацию на турнире в Шанхае. В первом раунде он одержал победу над Джорданом Томпсоном, а после чего проиграл 22-му сеяному Николасу Ярри. В ноябре 2023 года он прошел квалификацию в свой третий турнир ATP — Открытый чемпионат Софии, где проиграл в первом же раунде восьмому сеяному Мартону Фучовичу из Венгрии.
В январе 2024 года француз дебютировал на турнирах Большого шлема, приняв участие в основной сетке Открытого чемпионата Австралии. В первом же раунде основной сетки он выиграл первый сет у третьей ракетки мира Даниила Медведева, но в итоге в четвёртом сете из-за судорог снялся.
В мае 2024 года Атман прошел квалификацию в основную сетку Открытого чемпионата Италии, обыграв Танаси Коккинакиса и Гарольда Майо. В основной сетке он победил Кристофера Юбэнкса в первом раунде, а затем победил 26-го сеяного Лоренцо Музетти и впервые на Мастерсе вышел в третий раунд. В третьем раунде проиграл восьмому сеяному Григору Димитрову.
В мае 2024 года на Открытом чемпионате Франции Атман получил wildcard в основную сетку турнира. В первом раунде в упорном пятисетовом матче уступил австрийцу Себастьяну Офнеру.
Весной 2025 года выиграл два «челленджера» на харде — в корейском Пусане и китайском Гуанчжоу.
В августе 2025 года, будучи 136-й ракеткой мира, на турнире серии Masters в Цинциннати прошёл квалификацию, обыграв австралийцев Омара Ясику и Ли Ту. В основной сетке Атман обыграл Ёсихито Нисиоку (6-2 6-2), 22-ю ракетку мира Флавио Коболли (6-4 3-6 7-6(7-5)), Жуана Фонсеку (6-3 6-4) и 4-ю ракетку мира Тейлора Фрица (3-6 7-5 6-3). В 1/4 финала Атман преподнёс ещё одну сенсацию, уверенно победив 9-ю ракетку мира Хольгера Руне (6-2 6-3). Свой уровень игры в первом сете матча с Руне Атман назвал «стратосферным». В 1/2 финала соперником Атмана стал первая ракетка мира Янник Синнер. Первый сет француз довёл до тай-брейка, не дав Синнеру ни единого шанса на реализацию брейк-пойнта, однако на тай-брейке сильнее был Синнер (7-4). Во втором сете Синнер уверенно победил 6-2. Благодаря выходу в 1/2 финала Атман поднялся на 67 позиций в рейтинге и впервые в карьере вошёл в топ-100 и топ-75. В Цинциннати Атман заработал более 330 тыс. долларов США призовых, около трети от всех призовых, полученных за карьеру ранее.

## Рейтинг на конец года
| Год  | Одиночный рейтинг | Парный рейтинг |
| 2024 | 158               | —              |
| 2023 | 144               | —              |
| 2022 | 299               | —              |
| 2021 | 849               | 2456           |
| 2020 | 1051              | 2309           |
| 2019 | 1419              | —              |

## Выступления на турнирах

### Финалы турнировATPв одиночном разряде (0)

#### Победы (0)
| Легенда                     |
| --------------------------- |
| Турниры Большого шлема (0)* |
| Итоговый турнир ATP (0)     |
| ATP Мастерс 1000 (0)        |
| АТР 500 (0)                 |
| АТР 250 (0)                 |

| Титулы по покрытиям | Титулы по месту проведения матчей турнира |
| ------------------- | ----------------------------------------- |
| Хард (0)            | Зал (0)                                   |
| Грунт (0)           | Зал (0)                                   |
| Трава (0)           | Открытый воздух (0)                       |
| Ковёр (0)           | Открытый воздух (0)                       |

* количество побед в одиночном разряде.